# ER6型电力动车组
ER6型电力动车组（俄語：Электропо́езд ЭР6）是苏联铁路的电力动车组车型之一，适用于供电制式为3000伏直流电的电气化铁路，由位于拉脱维亚的里加车辆制造厂设计制造。ER6型电力动车组是在ER1型电力动车组的基础上改进而成的实验性车型，试验采用再生制动，仅试制一组并未投入批量生产。
1959年，里加车辆制造厂、迪纳摩电气工厂和里加电机制造厂试制了首组ER6型电力动车组。列车采用10辆编组，以“一动一拖”为基本动力单元。列车采用了与ER1型电力动车组相同的车体、转向架等机械结构，并采用新设计的ДК-106А型牵引电动机，小时功率为185千瓦，额定电压改为750伏，磁场削弱率最深可达21%。再生制动的使用范围为45～130公里/小时。
1960年3月，ER6-01号列车在莫斯科铁路局投入运用，但由于后备配件供应得不到保障，对列车的维护造成很大困难。至1965年，列车在莫斯科机车修理厂改造为普通的ER1型电力动车组，列车编号改为ER1/6-001。1980年代后期，该列车被转往斯维尔德洛夫斯克铁路局继续使用，至1990年代末报废。